# Iuriivka, Snihurivka
Iuriivka (în ucraineană Юр'ївка) este un sat în comuna Afanasiivka din raionul Snihurivka, regiunea Mîkolaiiv, Ucraina.

## Demografie
Componența lingvistică a localității Iuriivka
     Ucraineană (96,43%)
     Rusă (3,45%)
     Alte limbi (0,12%)
Conform recensământului din 2001, majoritatea populației localității Iuriivka era vorbitoare de ucraineană (96,43%), existând în minoritate și vorbitori de rusă (3,45%).